# Charlie Hughes (cầu thủ bóng đá)
Charles James "Charlie" Hughes (sinh ngày 7 tháng 9 năm 1939) là một cựu cầu thủ bóng đá người Anh thi đấu ở vị trí thủ môn. Ông thi đấu tại English Football League với Wrexham. Ông cũng thi đấu cho Rhyl.